# Programmations du festival de Cornouaille

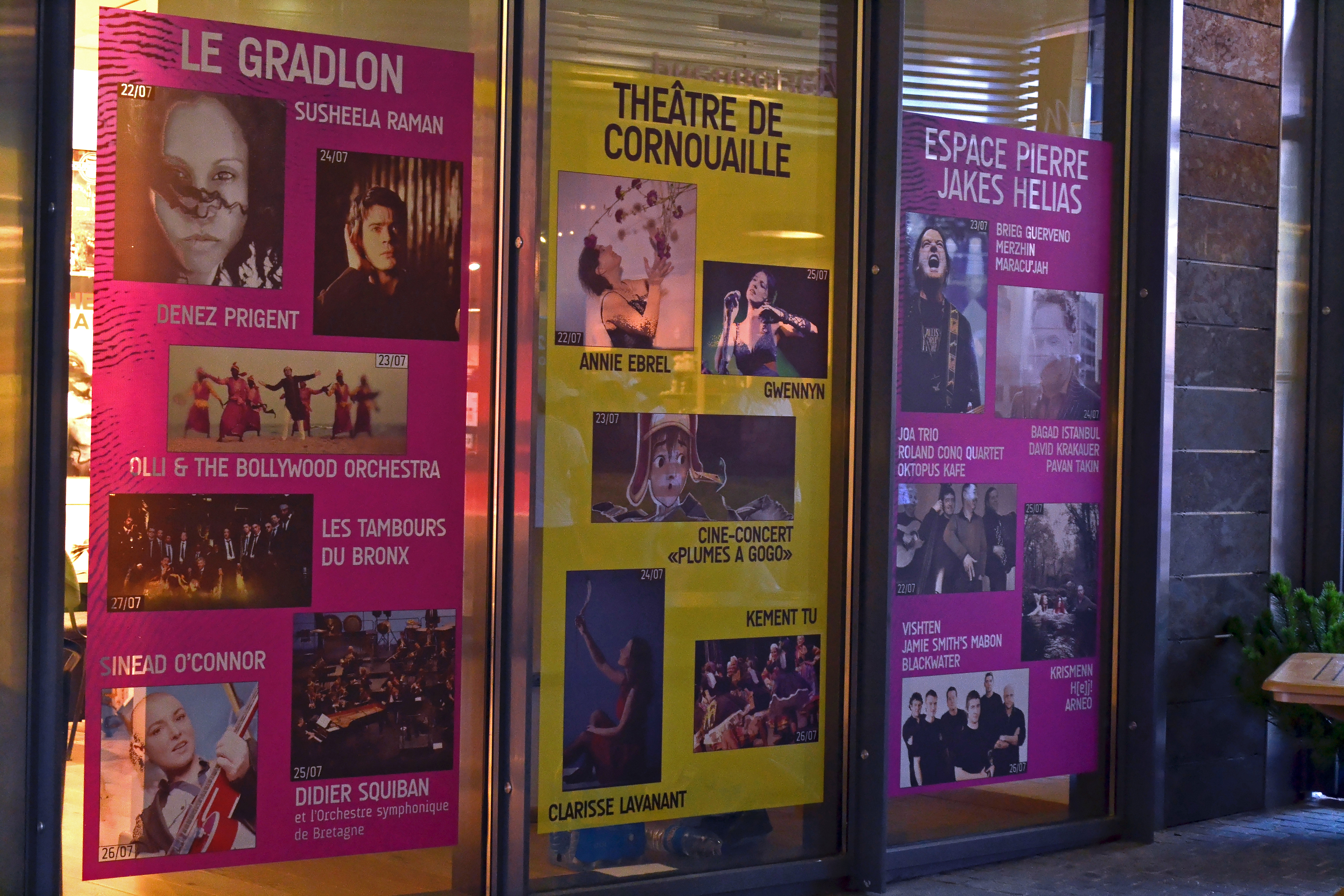
Programmation 2014 en vitrine de la billetterie permanente à Quimper.

Le festival de Cornouaille (« Cornouaille Quimper ») présente chaque année un panorama de la culture bretonne dans la ville de Quimper, depuis 1982 en tant que festival, mais depuis 1923 pour les fêtes folkloriques et l'élection de la Reine de Cornouaille.

## Programmations

### Années 2010

#### Édition 2016

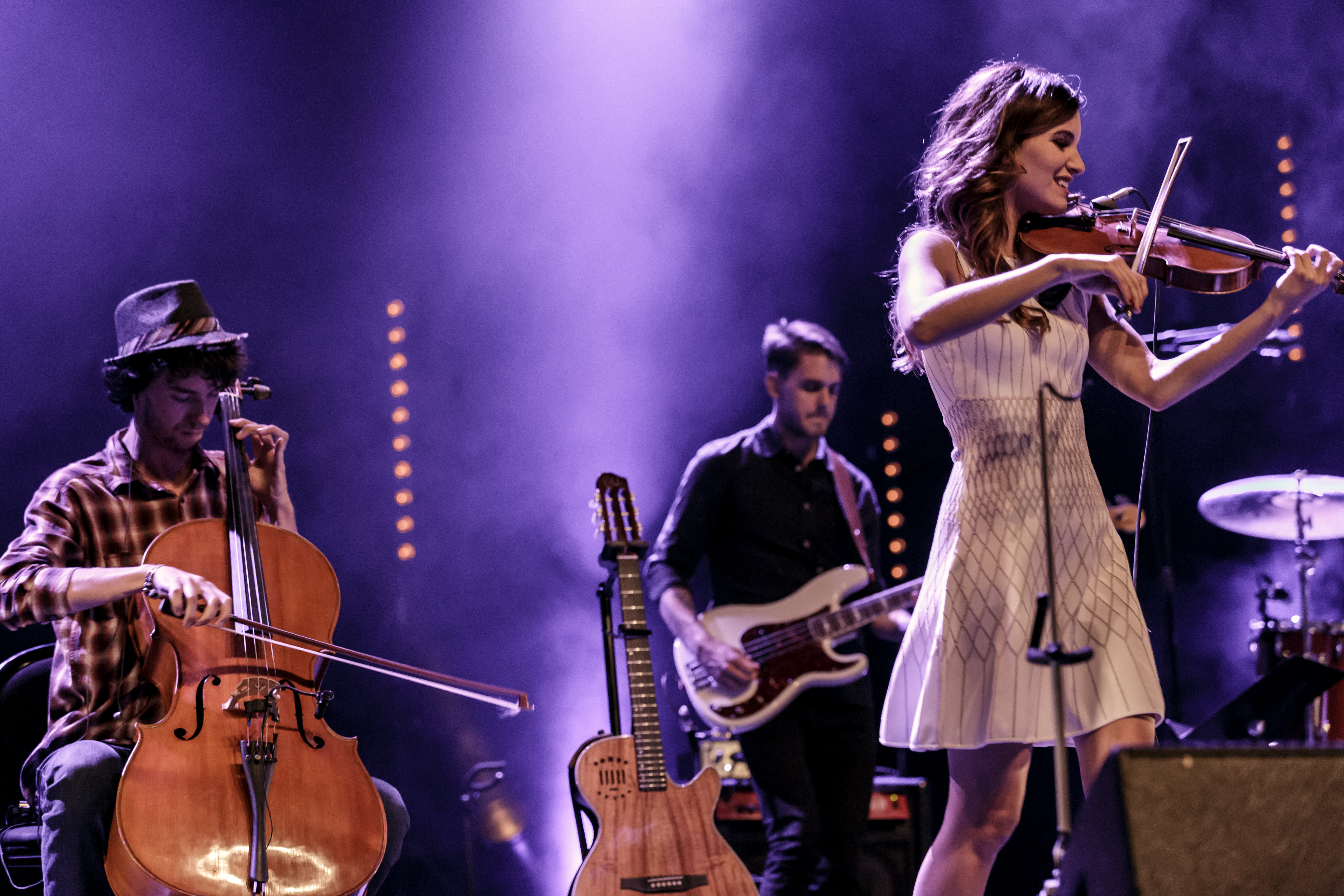
Gabriella au théâtre de Cornouaille

- Mardi 19 : Ronan Le Bars et ses invités Dan ar Braz et Stéphane Eicher (absent), Colline Hill, Lina Bellard (Toutes les filles s'appellent Jeanne)
- Mercredi 20 : Bagad Cap Caval et le Phil'Armorik orchestra (avec Barba Loutig et Jonathan Dour), carte blanche à Dremmwel (avec Louise Ebrel...), Duo Marie-Aline Lagadic et Klervi Rivière
- Jeudi 21 : Gabriella (The Story of Oak), Doolin', Dans er Jeko
- Vendredi 22 : Alan Stivell (AMzer), Red Cardell et invités, Sylvain Giro (Le Lac d’Eugénie)
- Samedi 23 : Cyber fest-noz, Kement Tu, Trio EDF, Voix du Sud, Ars’Ys (Bro Oadow), Nij
- Dimanche 24 : Soldat Louis, DJ Miss Blue, Les Marins d'Iroise, fest-noz

#### Édition 2015

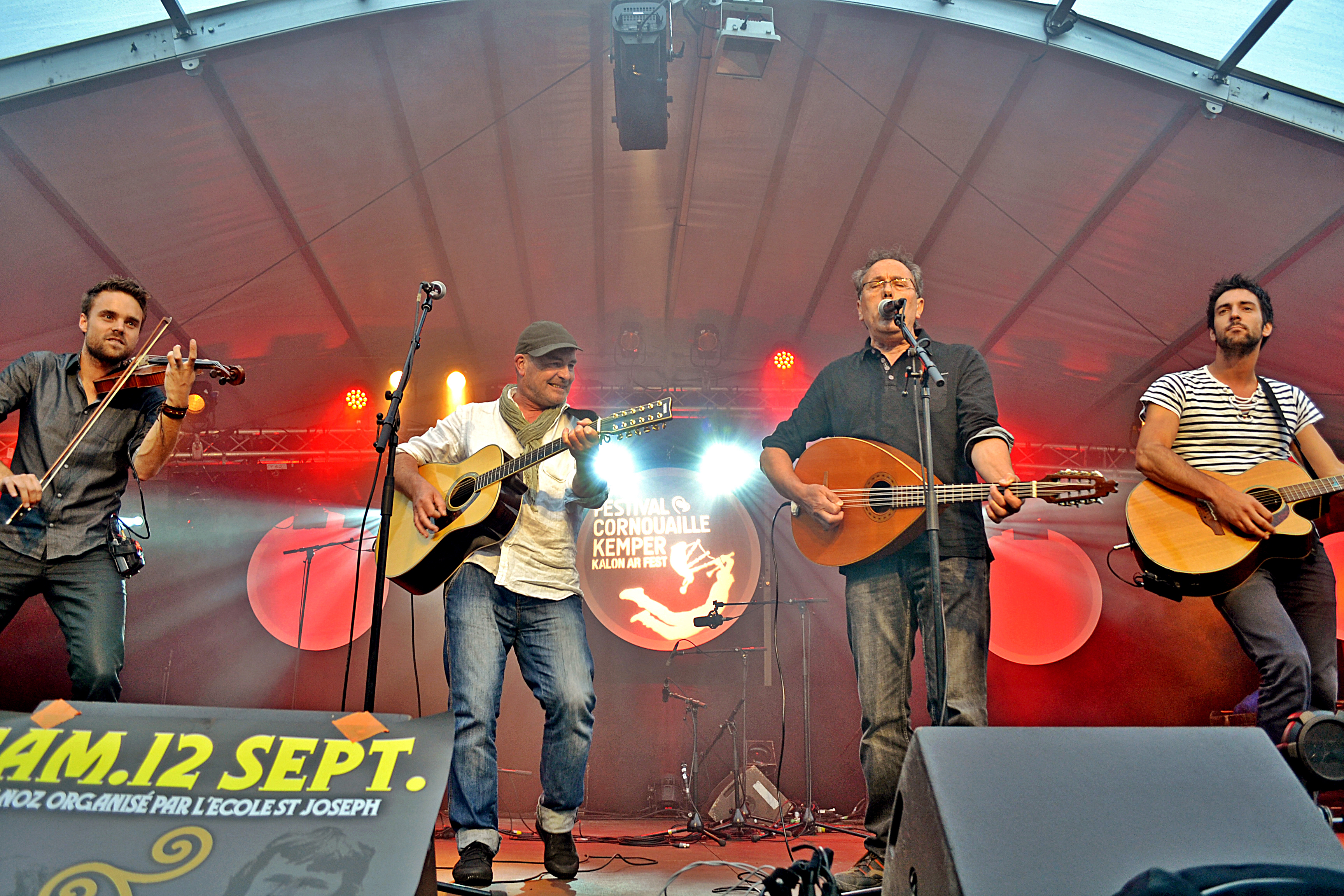
Best-Noz, Espace Gradlon

- Mardi 21 : Dan Ar Braz, Yann Honoré (carte blanche), Soïg Sibéril, Les Trompettes du Mozambique
- Mercredi 22 : Angelique Ionatos et Elisa Vellia, Nolwenn Korbell, La Grande Tribu (hommage à Youenn Gwernig), Taÿfa, Youhadenn.
- Jeudi 23: Miossec, Outside Duo (carte blanche), SA[F]AR, Francis Jackson Project
- Vendredi 24 : India Noz (Ollivier Leroy & Eostiged ar Stangala), The Celtic Social Club, Kreiz Breizh Akademi #5, Bagad du Moulin Vert, Fest-Noz paritaire
- Samedi 25 : Kement Tu, Les Goristes, Dasson (Dominique Molard), championnat national des bagadoù 2015, Cyber fest-noz, Pat O'May
- Dimanche 26 : Kemper en Fête, Best-noz

#### Édition 2014

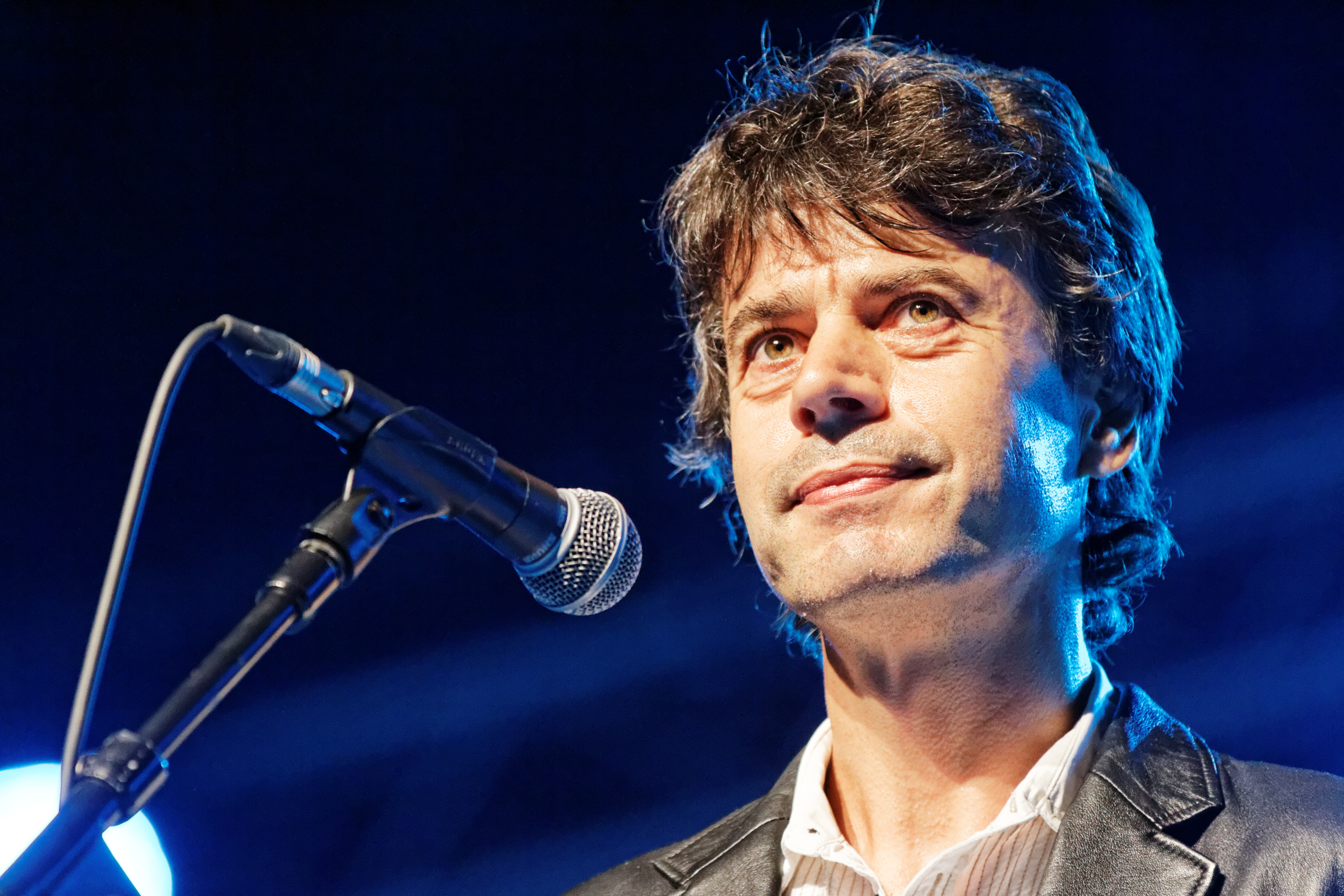
Denez Prigent sur la scène Gradlon

- Mardi 22 : Susheela Raman, Annie Ebrel, soirée trad (Joa Trio Armel an Hejer, Roland Conq Quartet, Oktopus Kafe), soirée Dastum
- Mercredi 23 : Olli and the Bollywood Orchestra, soirée rock (Merzhin, Brieg Guerveno, Maracu'Jah), ciné-concert (Sharluber, Ludo Mesnil)
- Jeudi 24 : Denez Prigent, Clarisse Lavanant, soirée klez Breizh (Bagad Penhars/Kolektif Istanbul, David Krakauer, Pavan Takin), La chaudière à musique
- Vendredi 25 : Didier Squiban et l'orchestre symphonique de Bretagne, Gwennyn, soirée hip-hop électro (Krismenn solo, H[E]J, Arneo)
- Samedi 26 : Sinead O'Connor, soirée celtique (Vishtèn, Jamie Smith's Mabon, Blackwater), "Kement Tu" (championnat de danse War'l leur), championnat de bagadoù 3e cat., Les Gabiers d’Artimon
- Dimanche 27 : Les Tambours du Bronx (annulé, reprogrammé en juin 2015) remplacés par Red Cardell, Kemper en Fête, fest-deiz/fest-noz

2014.festival-cornouaille.com

#### Édition 2013

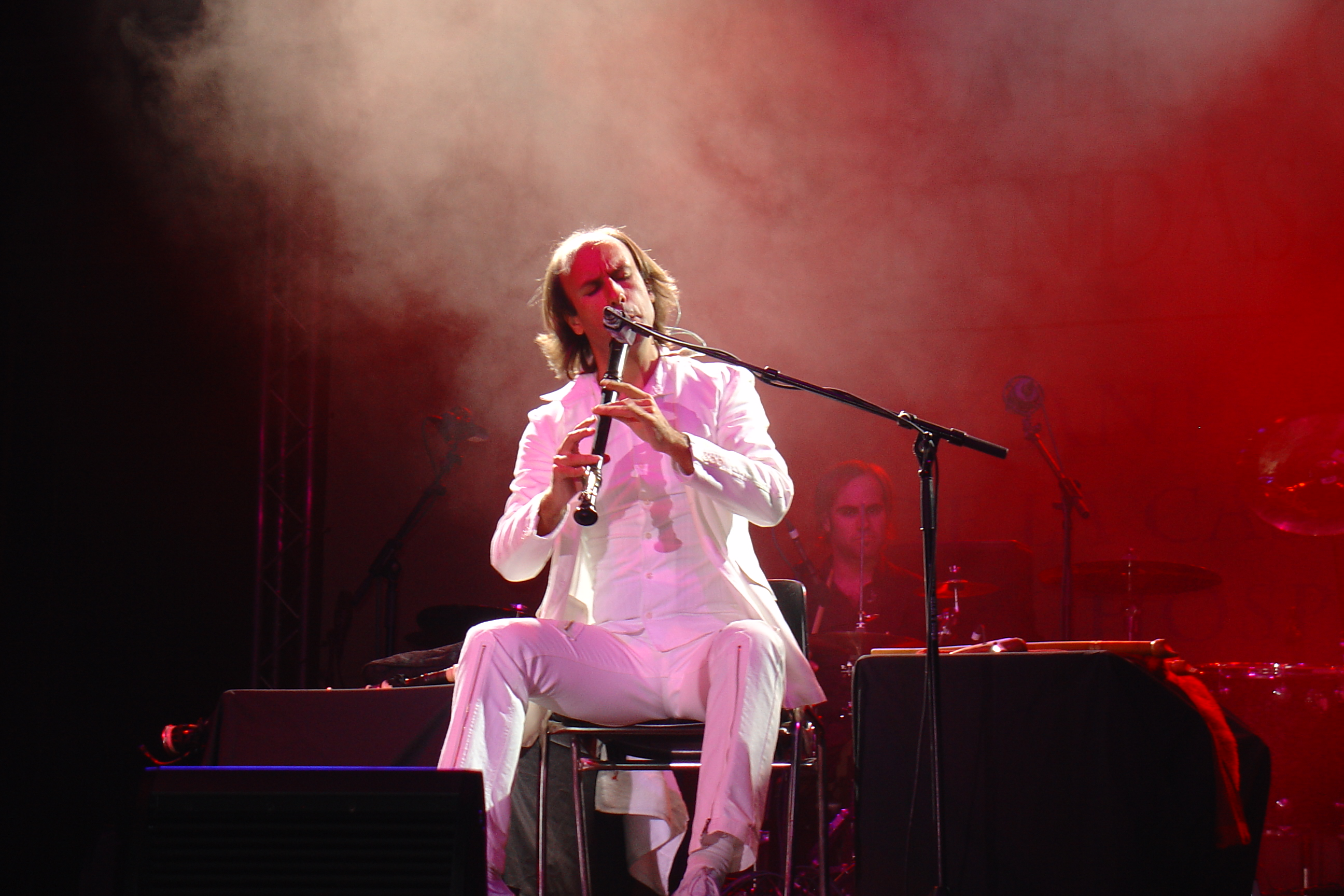
Carlos Núñez

Du 23 au 28 juillet, le festival célèbre ses 90 ans au cœur d'une ville et d'une culture bretonne vivante depuis ce premier renouveau.
- Mardi 23 : Carlos Núñez, Glenmor "L’Insoumis Disuj", Breizharock, New Celeste, Vincendeau-Felder Quartet
- Mercredi 24 : Salif Keita, Barzaz, Konogan an Habask & Pevarlamm KH, Kerden en Awel, collectif "Jeu à la Nantaise", Kejaj
- Jeudi 25 : Goran Bregović, Lúnasa, "Melin’art Orchestra" du bagad Melinerion de Vannes, Serendou, "El-TaQa" de Startijenn, Ampouailh
- Vendredi 26 : "Genesis Revisited II 2013" de Steve Hackett, Gérard Delahaye, Cécile Corbel, Les Ramoneurs de Menhirs, Dièse 3 & Parveen Khan, "E-Leiz" de Landat-Moisson
- Samedi 27 : "Célebrations" de l’Héritage des Celtes et du festival (Dan Ar Braz & Bagad Kemper), Mànran, Jean-Charles Guichen Group, "Encore, le bagad Brieg", "Kement Tu" (championnat de Bretagne de danse), Loened Fall
- Dimanche 28 : Murray Head, Kemper en Fête, fest-deiz/fest-noz, Cyber fest-noz n°15

2013.festival-cornouaille.com

#### Édition 2012

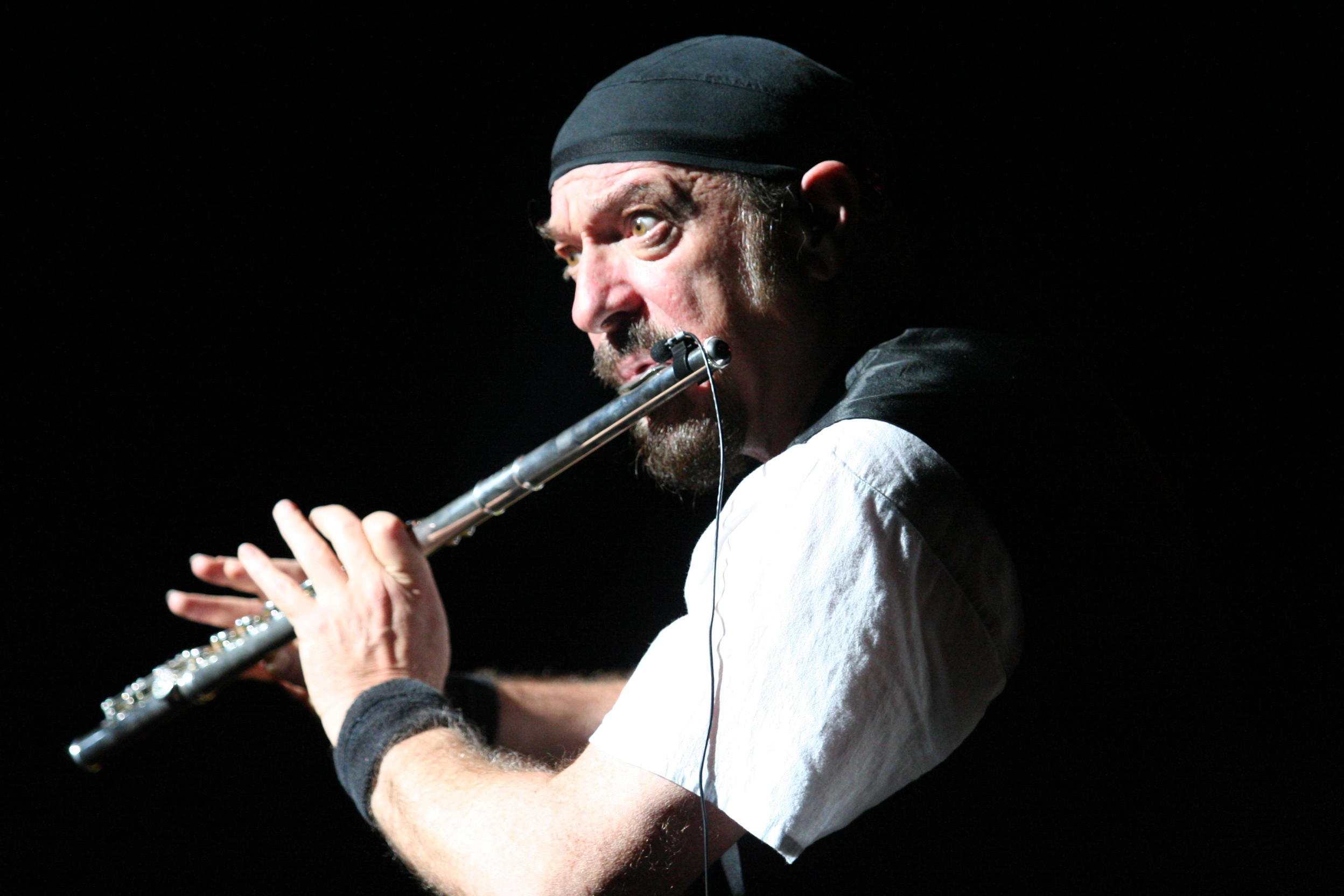
Ian Anderson

- Mardi 24 : Gabriel & Marie de Malicorne, Sharon Corr, Ronan Le Bars, "Sin Antesia" (Faustine Audebert), Trio EDF, Spoum (fest-noz)
- Mercredi 25 : Ian Anderson (Jethro Tull), Bagad Roñsed-Mor, Armel An Hejer, Les frères Guichen, Raggalendo, Arvest (fest-noz)
- Jeudi 26 : Loreena McKennitt, "Tud Fiction" (Eostiged ar Stangala), Les Goristes, Breabach, "Blue & black Zebra" (Hamon-Martin), Esquisse (fest-noz)
- Vendredi 27 : "Fest-Rock" (Bagad Kemper-Red Cardell), "Du côté de Soïg" (Soïg Sibéril, Nolwenn Korbell…), "Alan Kelly Gang" (The Chieftains, Lunasa, Guidewires), TiTom, "Mor Kreizdouar Porjekt" (Sylvain Barou - Stelios Petrakis)
- Samedi 28 : "40 ans de scène bretonne" (Tri Yann - Sonerien Du + invités), Graeme Allwright, Merzhin, Julien Jaffrès, "Kement Tu" (championnat de danse War’l Leur), Championnat des bagadou 3e catégorie, Défilé des cercles d'enfants et bagadigoù,
- Dimanche 29 : Emir Kusturica & The No Smocking Orchestra, "Kemper en Fête"

2012.festival-cornouaille.com

#### Édition 2011

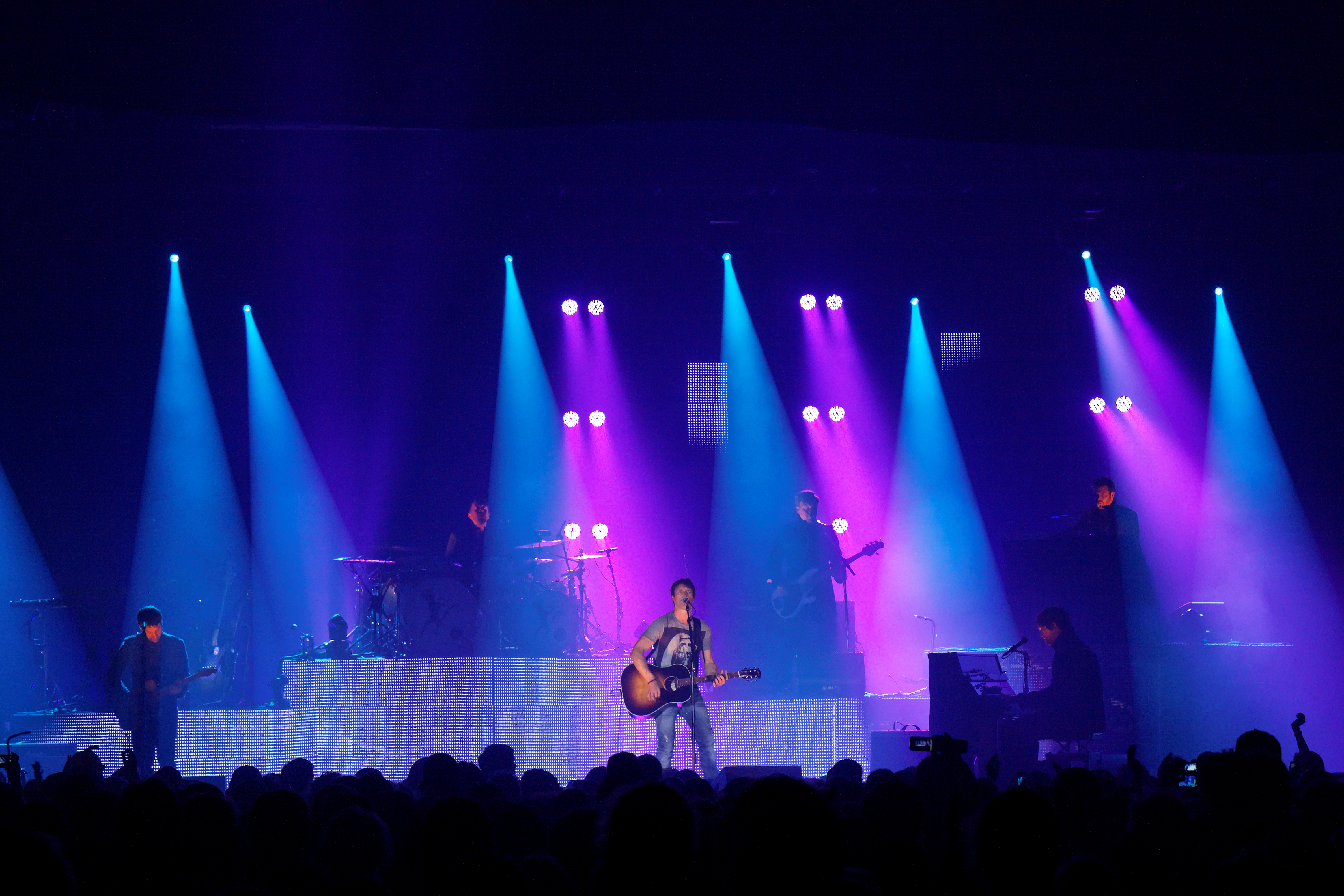
James Blunt sur la scène Gradlon

- Lundi 18 : « L'Hymne aux bâtisseurs » par Ars’ys et le chœur Jef Le Penven
- Mardi 19 : « Some Kind of Trouble Tour » de James Blunt, Kreiz Breizh Akademi 3 d’Erik Marchand, Krismenn, « Empreintes 2 » de Gilles Le Bigot Group, Divroa « Bretagne terre d’exil.. Bretagne terre d’asile ? » d’Ar Vro Bagan, Hiks
- Mercredi 20 : Gilles Servat « 40 ans de chansons », Avalon Celtic Dances, Brian Finnegan & Kan, Guidewires, Siam, Hamon Martin Quintet
- Jeudi 21 : Celtas Cortos, Les Ramoneurs de menhirs, Cécile Corbel, Donal Lunny-Sylvain Barou-Padraig Rynne, « Heol, la Bretagne en héritage », Mandala, Kelien
- Vendredi 22 : « Bretonne Tour » de Nolwenn Leroy, Bagad Penhars & Co., Dom Duff, Francis Jackson Project, Ampouailh,
- Samedi 23 : « N’Diale » avec Foune Diarra Trio & Jacky Molard Acoustic Quartet, « Afro Breizh » de la compagnie Dounia, « Quimper en danses », Lleuwen, Pat O’May Group, Orion, championnat Kement Tu, Bour-Bodros Quintet
- Dimanche 24 : « Kemper en fête », Suzanne Vega

2011.festival-cornouaille.com

#### Édition 2010

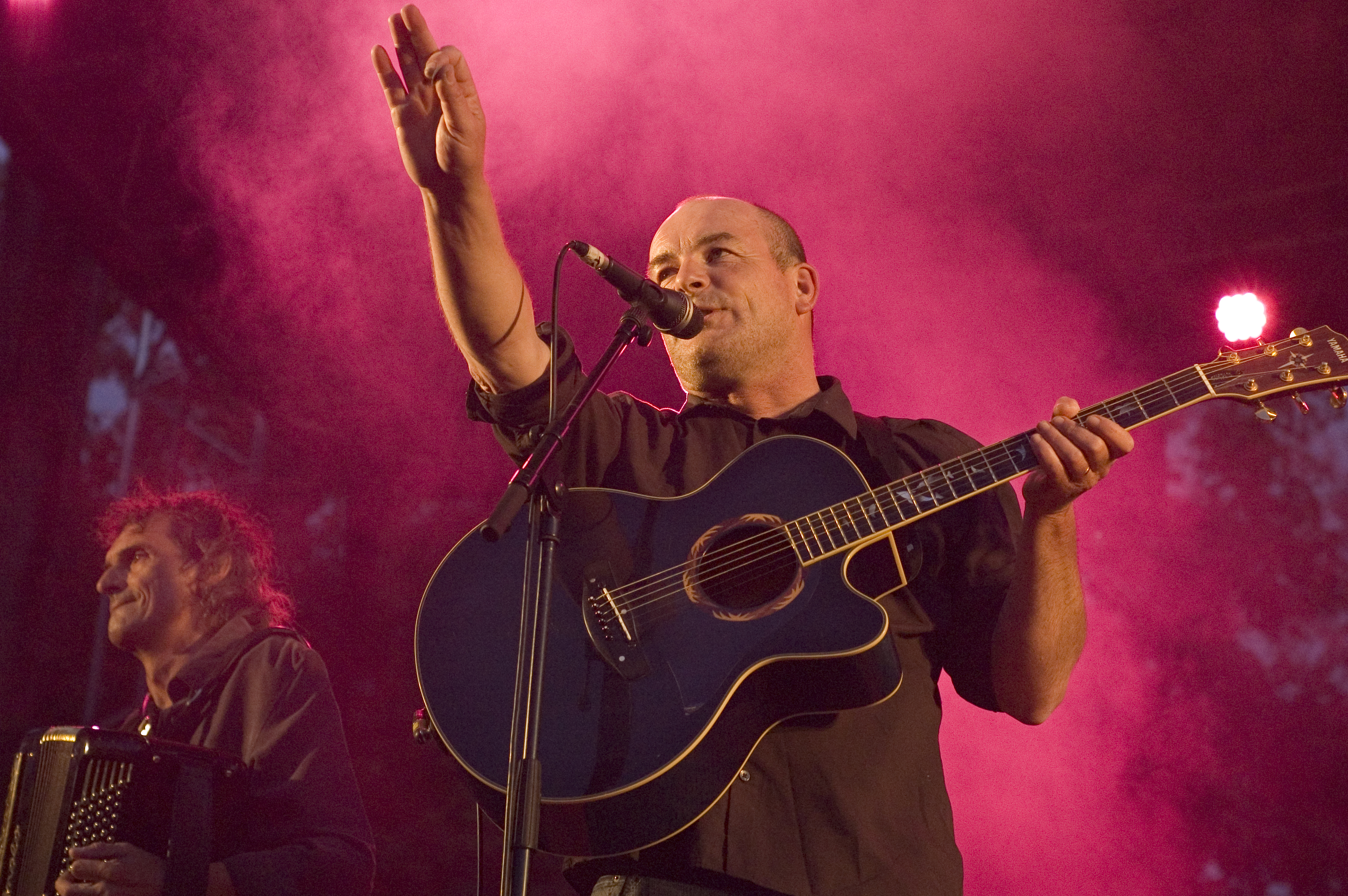
Red Cardell

- Samedi 17 : Fest-noz avec Skolvan, Kendirvi et Darhou, « Quimper en danse », Les Pirates
- Dimanche 18 : Défilé-spectacle « Au fil des éléments » de Pascal Jaouen, fest-noz du David Pasquet Group
- Lundi 19 : « For All » de Gilberto Gil, Les Goristes, Jamie McMenemy 4, Alain Le Goff, Bayati, Spontus,
- Mardi 20 : Roger Hodgson chante Supertramp, Gwennyn, Jean-Luc Roudaut, Soïg Sibéril et Jamie McMenemy, TiTom,
- Mercredi 21 : Denez Prigent, Les trompettes du Mozambique, « Le jeu à la Nantaise », Penngollo,
- Jeudi 22 : « Autour de la guitare celtique », Red Cardell, Gweltaz Ar Fur, Aodan, « Heol, la Bretagne en héritage », Kejaj
- Vendredi 23 : « Ololé ! » du Bagad Cap Caval, Trio EDF, Arz Nevez et Roland Becker, « Heol, la Bretagne en héritage », Wig A Wag, Talar
- Samedi 24 : Carlos Núñez, Kataje, Amzer-Yann-Fañch Kemener, Aldo Ripoche et Dièse 3, Teada, Sonerien Du, « Breizh Omega, l’univers des possible » de Kendalc’h
- Dimanche 25 : « Danses et musiques de Bretagne », Youssou N’Dour, « Défilé en fêté, « Kab an Diaoul » du bagad et cercle Beuzec Cap Sizun, concert de bagadoù, Carré Manchot

2010.festival-cornouaille.com

### Années 2000

#### Édition 2009

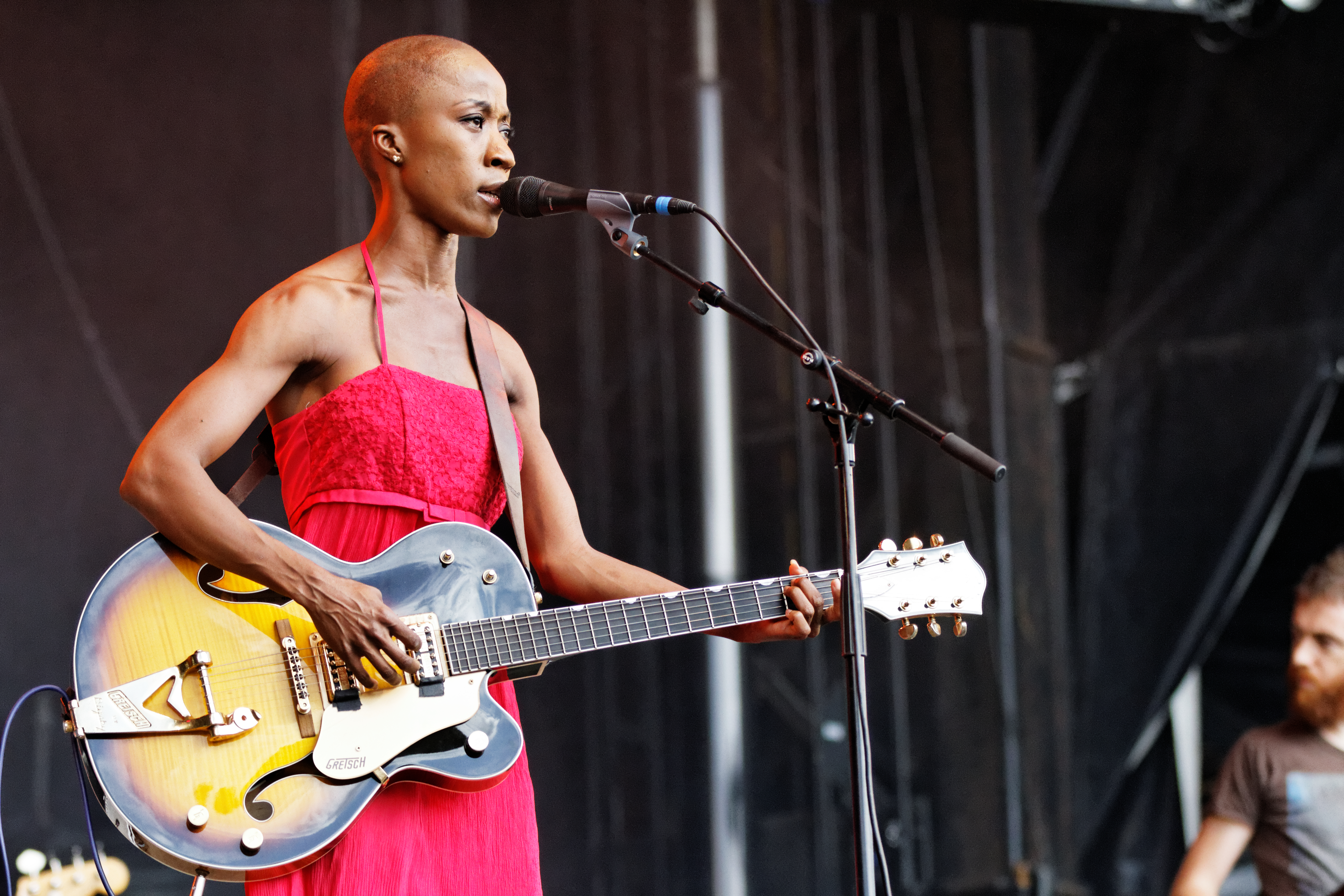
Rokia Traoré

- Samedi 18 : fest-noz vraz avec Hamon Martin Quartet, Loened Fall et Follen, Capstern
- Dimanche 19 : "Cœur de Bretagne", Oratorio pour chœur "Izild a Vreizh"
- Lundi 20 : Rokia Traore, Patrick Ewen, Octopus Kafe, Gwenaël Kerléo, Izhpenn12
- Mardi 21 : Capercaillie-Guidewires, Lors Jouin & Soïg Sibéril, Gabriel Yacoub, Katé-Mé, Fileuses de Nuit
- Mercredi 22 : Paddy Keenan, Gwendal, Les deux mers, Gilles Thoraval
- Jeudi 23 : Sinéad O'Connor, Jean-Marc Derouen, Trio Sylvain Barou, Karma {X}plore, Raggalendo
- Vendredi 24 : "Best-of" Bagad Kemper, Yann-Fañch Kemener, Awen Magic Land, "Les Groove Boys invitent le Bagad Landi et Inner Chimp Orchestra"
- Samedi 25 : "Louise Ebrel invite…", Samzun Quartet, Nolwenn Korbell Trio, Armens
- Dimanche 26 : "Défilé en Fête", Orquesta Buena Vista Social Club, Abadenn Veur…

2009.festival-cornouaille.com

#### Édition 2008

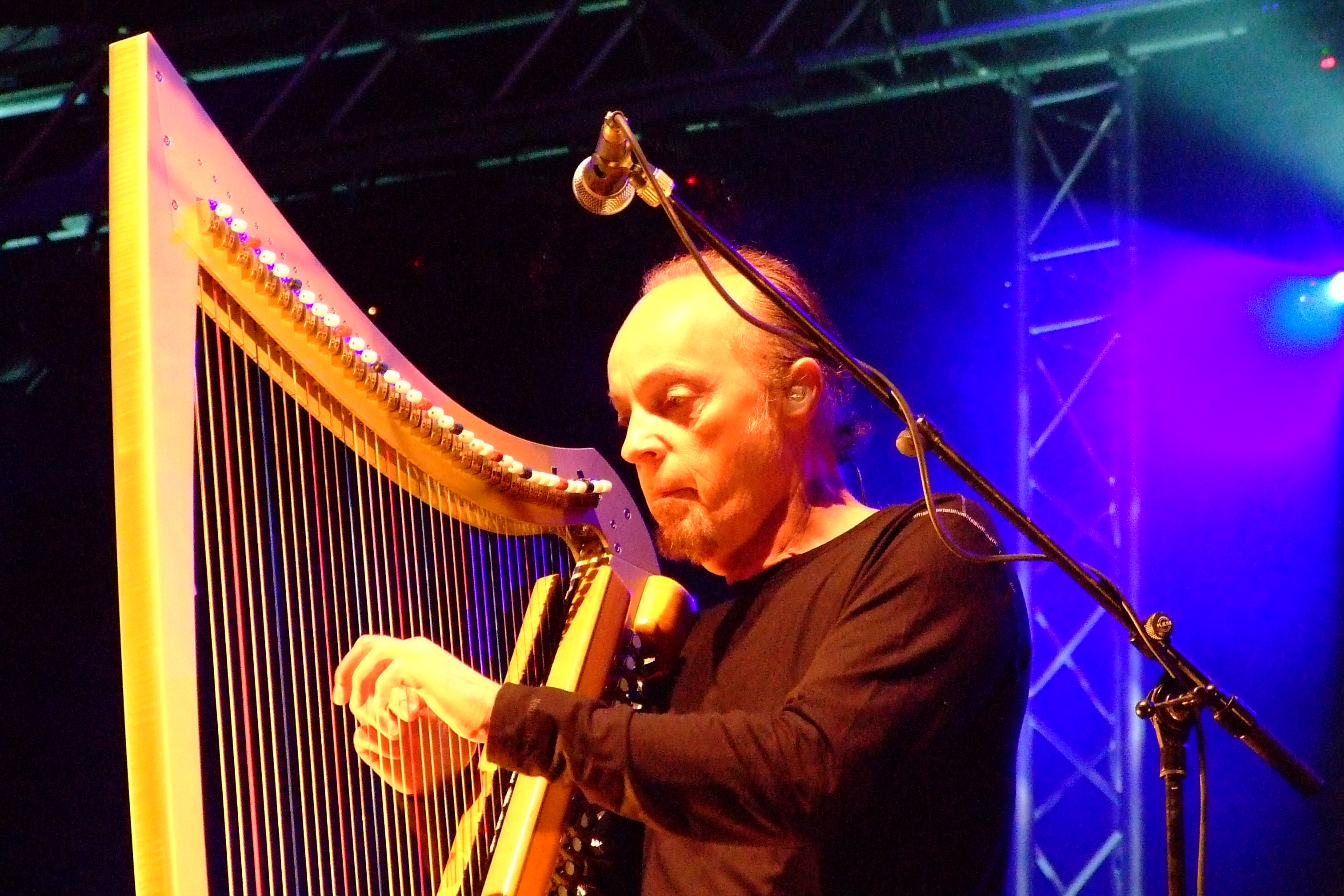
Alan Stivell

- Samedi 19 : fest-noz vraz avec David Pasquet Group, Plantec, Hiks, Djiboudjep
- Dimanche 20 : Lunasa, Urban Trad, Chorale du Bout du Monde
- Lundi 21 : Georgian Legend, Les Goristes, Sylbat, Le Chant des Sardinières
- Mardi 22 : "Regards vers l'Ouest" créations de Pascal Jaouen, Red Cardell, Trio "Empreintes", Robert-Noguet Quartet,
- Mercredi 23 : Alan Stivell, Ozan Trio, David Hopkins, Les Ramoneurs de menhirs
- Jeudi 24 : Loreena McKennitt, Le Diabl' dans la fourche, Iwan B, Sloï
- Vendredi 25 : "La Nuit des Étoiles Celtiques" (30 ans de Keltia Musique), The Churchfitters, Yann Raoul, Skilda
- Samedi 26 : Lagad Tan, Comas et Alain Genty, Bill Ebet, Merzhin
- Dimanche 27 : Grand Défilé, I Muvrini, Abadenn Veur…

2008.festival-cornouaille.com

#### Édition 2007

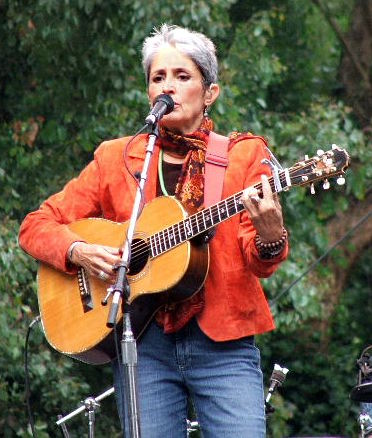
Joan Baez

- Samedi 14 : fest-noz vraz avec Skolvan, Arvest et Startijenn, Cap-Horn
- Dimanche 15 : Flook - Karan Casey & friends, Kanerien Sant Karanteg, Yudal Combo
- Lundi 16 : "D'Écosse en Cornouaille" (Bagad Kemper, Clan Gregor Society Pipe Band, Fred Morrison Band), Annie Ebrel, Mandala
- Mardi 17 : Ismaël Lô, Fred Morrison Band, Alain Pennec Quartet
- Mercredi 18 : Denez Prigent, Gwennyn, Trio EDF, Jabadao
- Jeudi 19 : Breizh Side Storiou, Valsano, Ozan Trio, Ars'Ys
- Vendredi 20 : Soldat Louis, Cécile Corbel, Nolwenn Korbell et Soïg Sibéril, Roland Conq Trio
- Samedi 21 : "40 ans War'l Leur", Black Label Zone, Wig A Wag
- Dimanche 22 : Joan Baez, Grand Défilé, Abadenn Veur…

2007.festival-cornouaille.com

#### Édition 2006

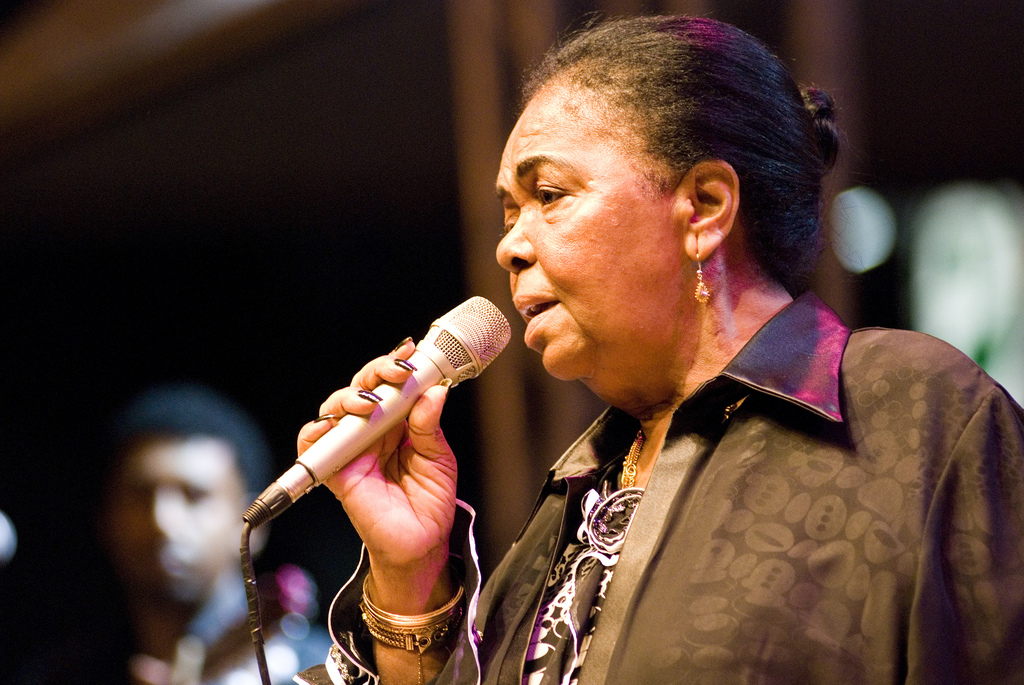
Cesária Évora

- Samedi 15 : fest-noz vraz avec Hamon Martin Quintet, Frères Guichen, An Habask/Chapalain et les Matelots en Bordée
- Dimanche 16 : Carlos Núñez, Gayane, Mouezh Paotred Breizh
- Lundi 17 : Solas et Orion, Melaine Favennec, Armorythmes ("Stock an Dañs")
- Mardi 18 : Cesária Évora, Gabriel Yacoub, Pat O'May
- Mercredi 19 : Erik Marchand et Norkst, Didier Squiban Quartet, Toud'Sames
- Jeudi 20 : Bagad et cercle Men ha Tan ("Transe en danses"), Bagad Brieg ("Karamba"), Trompettes du Mozambique, Régis Huiban Quartet, Toreth
- Vendredi 21 : The Chieftains, Les Goristes, Jacky Molard Acoustic Quartet, Deus'ta
- Samedi 22 : Red Cardell, "Lagad Tan" (War'l Leur), Awen Magic Land
- Dimanche 23 : Défilés et concerts de bagadoù, Gilles Servat, Yann Raoul, fest-noz

2006.festival-cornouaille.com

#### Édition 2005

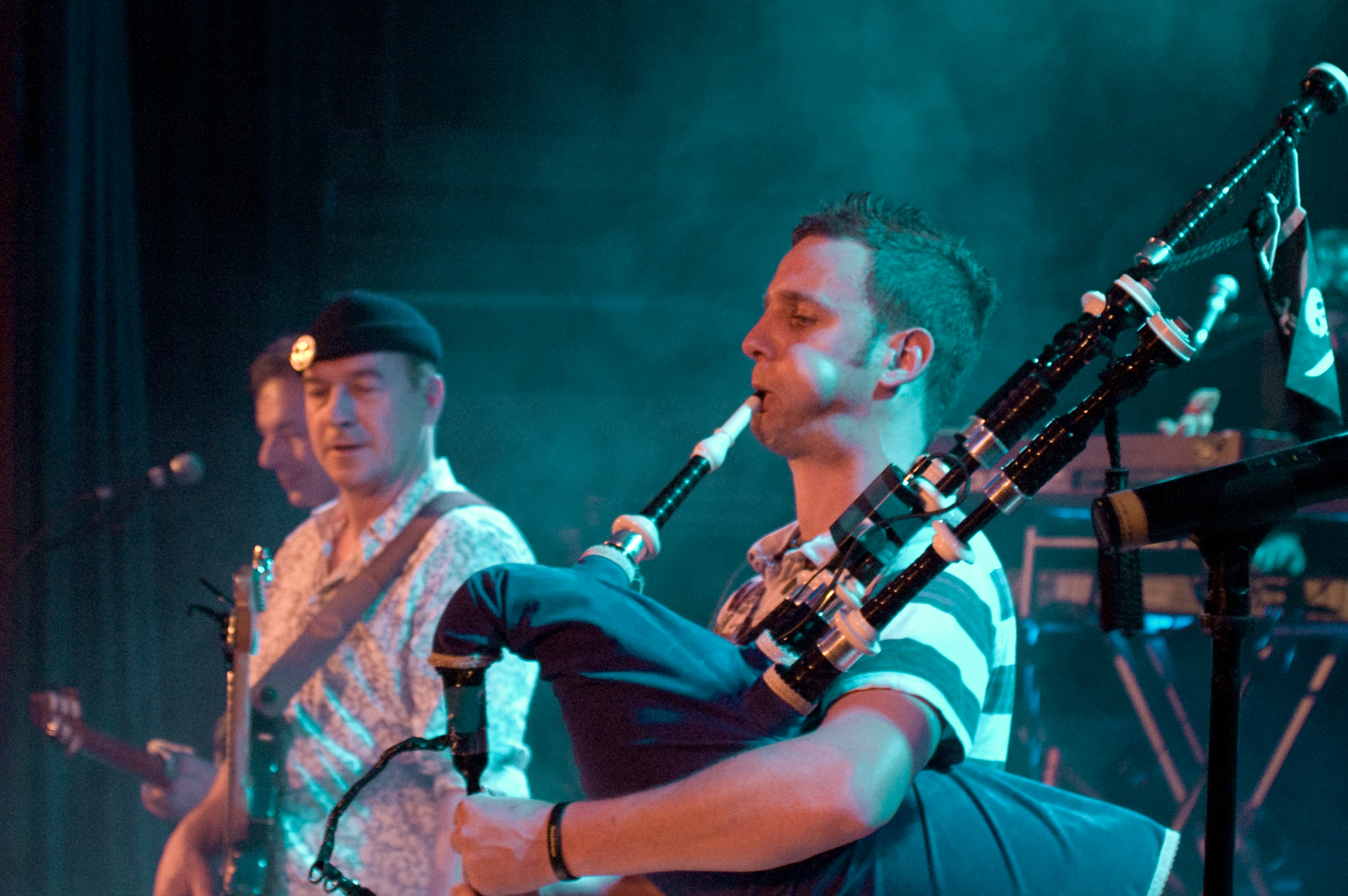
Soldat Louis

- Samedi 16 : Dañs, Lagad Tan, Sonerien Du
- Dimanche 17 : Concert de bagadoù, Musiques et danses de Bretagne, "Voix de la Terre" (Karen Matheson, Marthe Vassallo et Julie Murphy, Gilles Le Bigot)
- Lundi 18 : "Ouverture à la World Music !" (Chico and the Gypsies, Rokia Traoré, Yuri Buenaventura), Bugel Koar
- Mardi 19 : "Rencontrez la Bretagne" (Nolwenn Korbell, Denez Prigent, Dan Ar Braz & Bagad Kemper), Topolovo
- Mercredi 20 : "Spered, la Bretagne se met en scène", BD Swing Orchestra, KEJ Terra Musical (année du Brésil)
- Jeudi 21 : Spectacle d’ouverture de la 42e Europeade, Soldat Louis, Cap Horn
- Vendredi 22 : Spectacle des Chœurs et ensembles musicaux européens, Les Gargouilles, Obrée Alie
- Samedi 23 : Spectacle des enfants ("Sadorn ar Vugale"), Grand bal de l'Europe
- Dimanche 24 : Spectacle de clôture de la 42e Europeade, Grand Défilé Breton, Grande parade européenne

archives.festival-cornouaille.com/2005/

#### Édition 2004

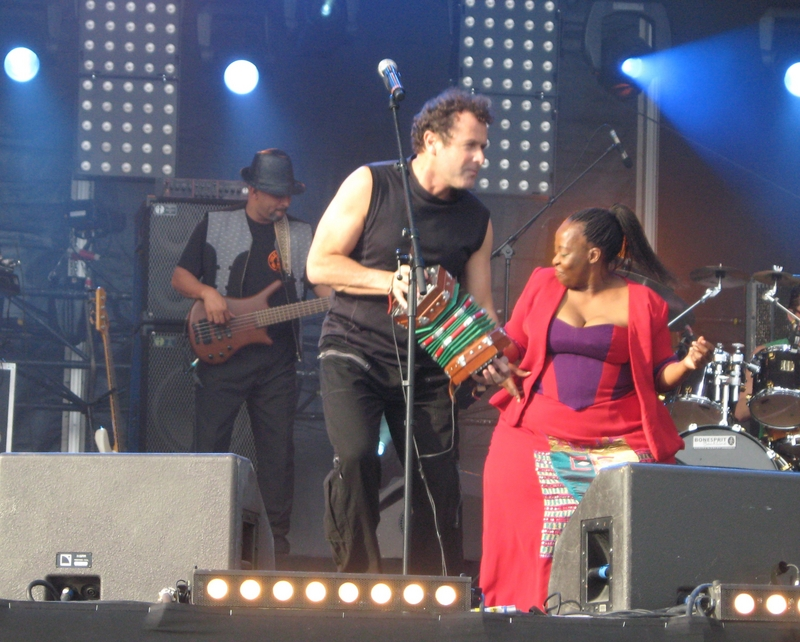
Johnny Clegg

- Vendredi 16 : Symphonie Iroise de Didier Squiban avec l’Orchestre de Bretagne
- Samedi 17 : Fest-noz vraz avec Skolvan, Lagad Tan, "Ys, La Cité engloutie" et "Oratorio du Roi Gradlon"
- Dimanche 18 : Ensemble national "Bert" d’Erevan (Ballet d’Arménie), Dañs, Kanerien Sant Karanteg, Ifig Flatrès et Olivier Struillou, Kannad et l’ensemble Fidil
- Lundi 19 : "Sud – Ar Su" du Bagad Kemper, trio EDF, Guichen Quartet, Fest-noz (Le Vallégant/Lefèbvre, les Frères Rhaddouf et Faucheur/Ropars)
- Mardi 20 : Susheela Raman, The Churchfitters, Boxty, st-noz mod Kozh
- Mercredi 21 : Johnny Clegg, Louis Capart, Karigosse, Fest-noz Yaouank (Startijenn, Tymen/Kerveillant, Josset/Martin)
- Jeudi 22 : Stephan Eicher, Les Goristes, "Digor" de Soïg Sibéril, Fest-noz (Bivoac, les Frères Hénaff, Tymen/Kerveillant)
- Vendredi 23 : "L'Héritage d'une culture" (Bagad Penhars, Bagad Cap Caval, Nolwenn Korbell, Soïg Siberil…), Les Maudits Matous, Mandala Sextet, Fest-noz (Plantec, Simon/Frances, Le Lann/Pierre/Guyader
- Samedi 24 : Alan Stivell, Red Cardell, Mary-Lou, Sardorn Ar Vugale (Le Samedi Des Enfants), Penn Treuz, Fest-noz (TUD, Simon/Frances)
- Dimanche 25 : Grand défilé, Abadenn Veur, "Voix de la terre" (Karen Matheson, Karan Casey, Marthe Vassallo, Julie Murphy, accompagnées par 9 musiciens Celtes), Fest-noz de clôture avec Hamon Martin Quartet

archives.festival-cornouaille.com/2004/

#### Édition 2003

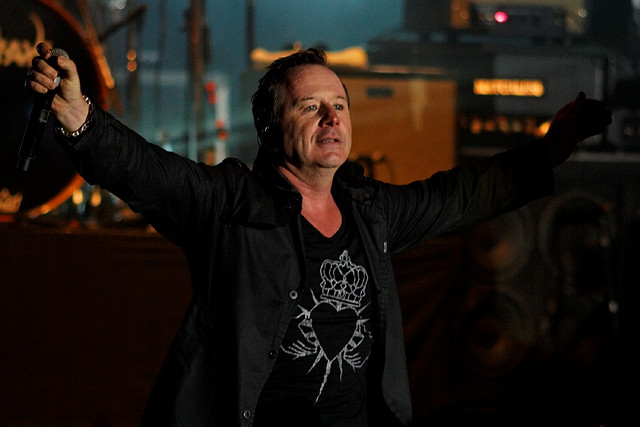
Simple Minds (Jim Kerr)

- Samedi 19 : Lagad Tan, "L'œil du Feu ou les Tisons", Fest-Noz Vraz (Hamon-Martin Quartet et Darhaou)
- Dimanche 20 : Ensemble national de Grozny (Tchétchénie), Mouezh Paotred Breizh et les Kanerion Pleuigner, Fest-noz (Termajik, Chapalain/An Habask)
- Lundi 21 : O’Stravaganza, Yvon Étienne et Compagnie, Stok an Dañs, Fest-noz (Kentañ, les frères Hénaff, Trio Clarinettes)
- Mardi 22 : Souad Massi, Imosima, Meuriad, Loeroù Ruz
- Mercredi 23 : Gilles Servat avec Pat O’May et le Bagad Roñsed-Mor, Trévidy, Jolie Vilaine, fest-noz (FMB, Le Lann/Pierre/Guyader, Herlédan/Lécuyer)
- Jeudi 24: Simple Minds, Gilles Le Bigot, Matelots en bordée, Fest-noz (Diwall, Faucheur/Samzun, Herlédan/Lécuyer)
- Vendredi 25 : "Tous aux Quais !" (arts de rues, trio Pasquet-Barou-Guichen, Pevar Skell, Balles à Fond, Bagad Penhars…), Défilé Bagad Ar Re Goz
- Samedi 26 : "L’héritage d’une culture" (Didier Squiban, Bagad Brieg, Bagad Kemper, An Triskell…), Trio Carcajou, Slide, Fest-noz (Penn Gollo, les frères Rhaddouf)
- Dimanche 27 : Grand défilé, Abadenn Veur, L’héritage d’une culture, Fest-noz de clôture avec Storvan

archives.festival-cornouaille.com/2003/

#### Édition 2002

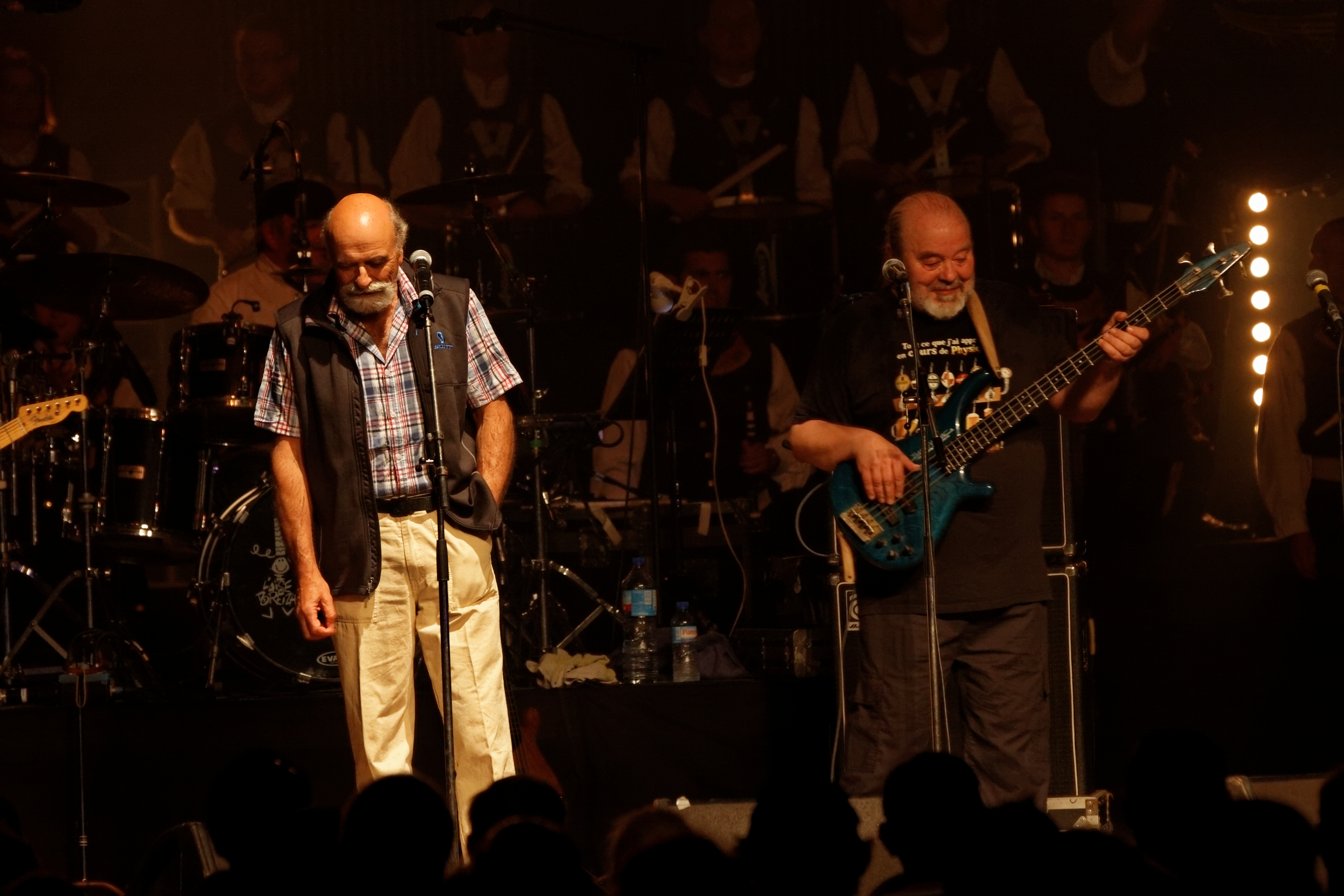
Sonerien Du (ici pour les 40 ans du groupe en 2012)

- Samedi 20 : "30 ans !" des Sonerien Du
- Dimanche 21 : Doudou N’Diaye Rose et le Bagad Men Ha Tan, Fest-noz (Spontus, Kerdelenn et Erwann Le Meur), Abadenn Veur
- Lundi 22 : "Spirit of Ireland", Soirée d'ailleurs (Dominig Bouchaud et Laïs), Fest-noz (Arsa, les frères Henaff, Simon-Frances)
- Mardi 23 : Karan Casey et Lúnasa, Soirée Nouvelles Expressions Bretonnes (Idri et Les 4 Jean), Fest-noz Mod Kozh organisé par Dastum Bro Gerne
- Mercredi 24 : Soirée Rock Celtique (Rue d’la gouaille, Morenn), "Voyage Musical d’Orient en Occident" (Titi Robin, Erik Marchand et le Taraf de Caransebes), Fest-noz (Hudel, Poder-Bodenes, Menneteau-Masuyer)
- Jeudi 25 : Soirée Création avec Foehn et le spectacle ZAW de Yann Honoré, Denez Prigent accompagné du Bagad Kemper, Fest-noz (Trio Léon-Le Floch-Tardivel, Sicard-Jestin)
- Vendredi 26 : Création Festival "Kroazhent, "Du Nord au Sud" (Sualtam et Thalweg), Fest-Noz (Deus’ta, Simon-Frances, Le Bot-Chevrollier, les frères Plantec)
- Samedi 27 : Frugy Noz (Black Label Zone et Armens), Soirée cabaret avec Soïg Sibéril Trio et Land’s End.
- Dimanche 28 : Grand défilé, I Muvrini avec la participation de Gilles Servat, Fest-noz de Clôture (Diaouled Ar Menez, Kerledenn…)

archives.festival-cornouaille.com/2002/

#### Édition 2001

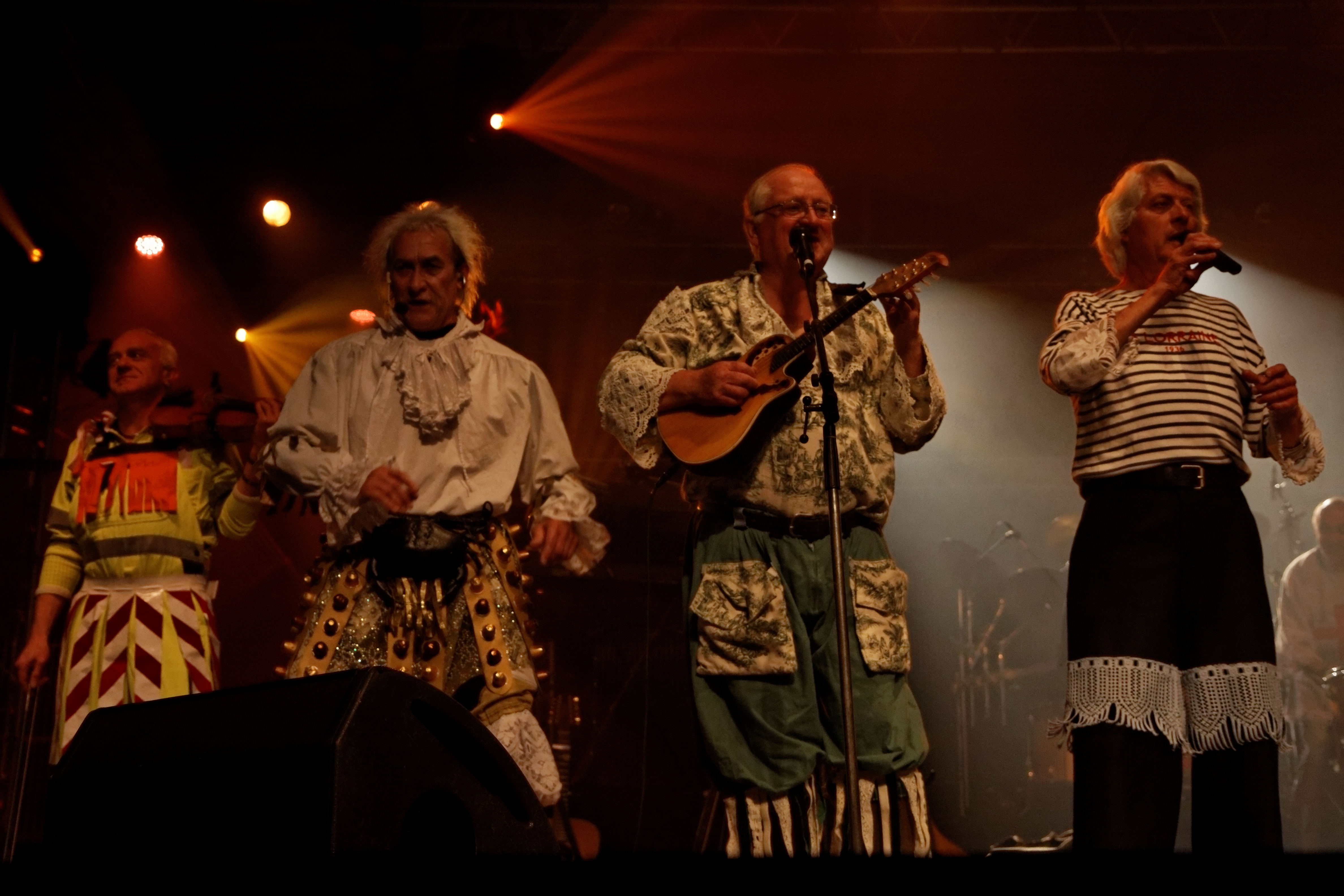
Tri Yann fête ses 30 ans (ici pour ses 40 ans en 2012)

- Samedi 21 : "Dix siècles de musique" autour de la bombarde et "La ballade de Jean-Marie", Les Brayauds, Termajik, Fest-Noz Vraz avec Skolvan, Loened Fall, les Frères Morvan
- Dimanche 22 : "La Californie celtique" avec Deborah Henson-Conant et Gaëlic Storm, Soirée Cabaret avec Crossroads et The Menez…Trell Band, Abadenn Veur, Triomphe des sonneurs
- Lundi 23 : " Voyage musical au cœur de la Bretagne" (Jean-Michel Veillon, Yvon Riou), "Azeliz- Iza" création Bagad Kemper, Crossroads, Termajik
- Mardi 24 : "30 ans sur la route" : l'escale quimperoise des Tri Yann, Éowyn, Fili Fala
- Mercredi 25 : "Le Nord et le Sud" avec Idir et Capercaillie, Les Brayauds, Fili Fala, Bagad de Cornouaille
- Jeudi 26 : The Chieftains et invités (Richard Wood, Graham Anderson, Yvonne McMahon…), "Les costumes de Bretagne…", fest-noz
- Vendredi 27 : "Son" cubain à Kemper avec Omara Portuondo, fest-noz avec Telenn Du, Un Ha Daou Tri Ha Per,
- Samedi 28 : "Aux sources de L'Afrique" avec Omar Sosa (Cuba) et Sally Nyolo (Cameroun), "D'Est en Ouest" avec Yog Sothoth et Kornog,  Loargarnn, Los Pagahos (Béarn) et Chasse-Galerie, La Nuit des vieux quartiers
- Dimanche 29 : Défilés, Frugy Noz (Denez Prigent, Merzhin, Les Trompettes du Mozambique, Lefebvre/Le Vallégant/Letoux, Roland Brou - Mathieu Hamon - Charles Quimbert, Fanch Landreau, Anthony Volson et Frédérique Loury), Les Ours du Scorff, Les Goristes, "Kof A Kof" de Roland Becker, fest-noz de clôture

archives.festival-cornouaille.com/2001/

#### Édition 2000

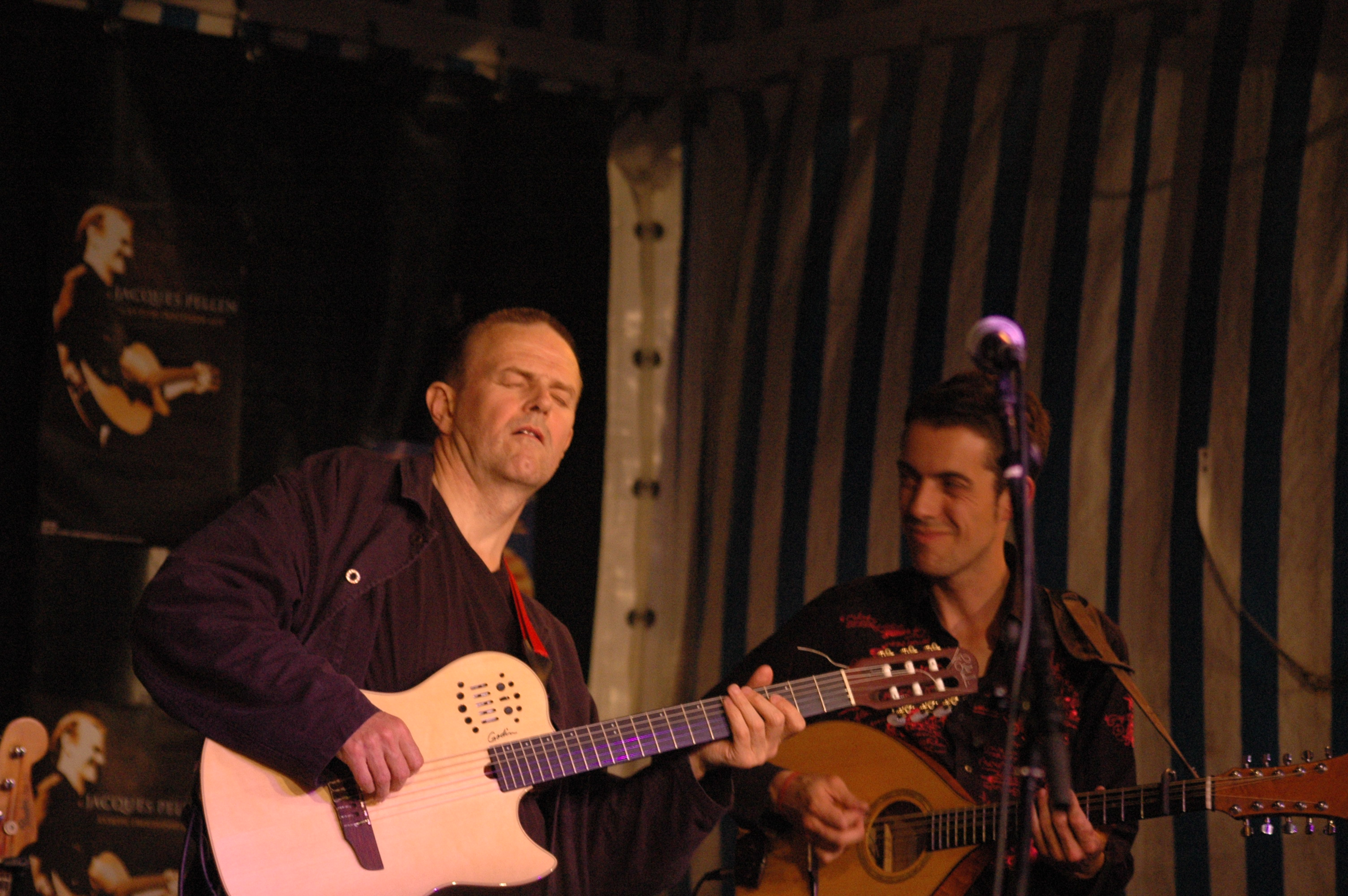
Jacques Pellen présente Celtic Procession (photo ci-dessus) et Alan Simon Excalibur.

- Lundi 17 : Noa (« Notre-Dame d’Israël »), Soirée techno avec Kohann et Arkhan
- Mardi 18 : Soirée Rock celtique avec Merzhin et Pokes de Criée, "Danses entre Chien et Loup" de Kendalc'h, Didier Squiban et Manu Lann Huel
- Mercredi 19 : Hévia (Asturies), Soirée d’ailleurs avec The Churchfitters et les Frères Guichen, spectacle Breizh « Gwechall », Les gars du Pays Bigouden, Skilf, Forzh Penaos
- Jeudi 20 : Celtic Procession de Jacques Pellen, Black Label Zone et Les Trompettes du Mozambique, Yog Sothoth
- Vendredi 21 : Celtas Cortos, Pat O'May, La nuit du vieux Kemper (Kemper la Fête), fest-noz (Karma, Patrick Lefèbvre)
- Samedi 22 : Excalibur d’Alan Simon (13 artistes nationaux et internationaux dont Roger Hodgson, 100 musiciens), Arz Nevez, Melaine Favennec, Termajik, Fest-Noz Vraz (Carré Manchot, les frères Morvan), The Churchfitters, Etna Trio
- Dimanche 23 : Youssou N'Dour, Abadenn Veur, Kemper en fête

archives.festival-cornouaille.com/2000/

### Années 1990

#### Édition 1999

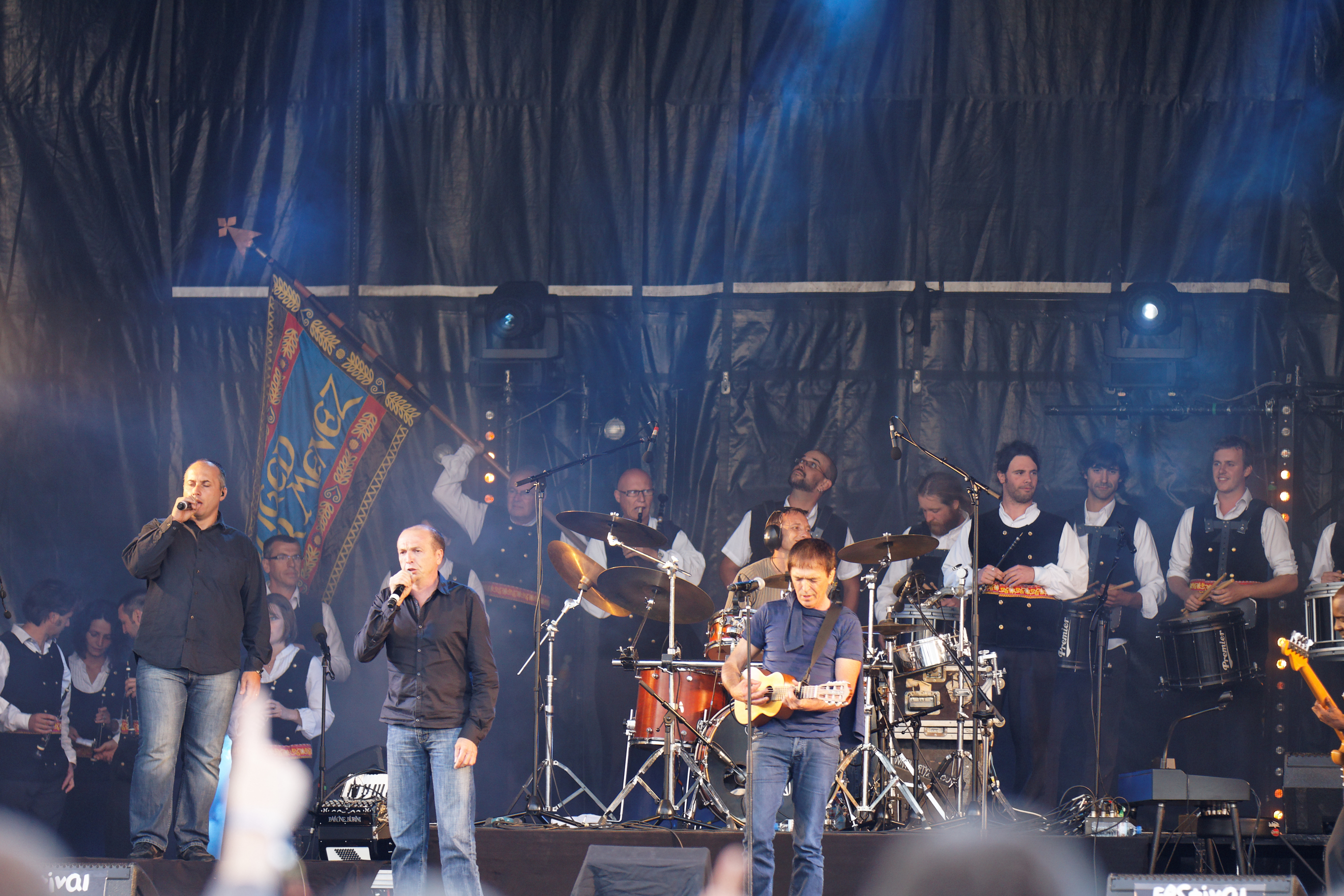
I Muvrini

- Lundi 19 : I Muvrini, Spontus, Alain Pennec, Neno Koytchev Bulgarie, Termajik, Trio Yann-Fanch Perroches
- Mardi 20 : Carlos Nuñez, Joseba Tapia, La Godinette, Duo Bertrand, Régis Gizavo, Duo Perroches-Morvan, William Chetaneau
- Mercredi 21 : Djur Djura (Tri Yann, l'orchestre symphonie d'Amin Kouider, Khaled, Bagad Keriz…), Martin O'Connor, Ronan Robert Réunion, Banditaliana - Ricardo Tesi, Karma, Duo Hamon Martin, William Chetabeau
- Jeudi 22 : Soirée Écosse-Irlande (Pipe band "Vale of Atholl" et les danseurs, Donal Lunny et "Coolfin", Sharon Shannon), BF 15, Julien Dréo, Entourloupe, Manglo, Roberto de Brasov, Maria Kalaniemi
- Vendredi 23 : Kemper la Fête, "Soirée Mozaïc Jeunes" avec E.V. et Armens
- Samedi 24 : Défilé, "Sadorn Ar Vugale", Celtitudes (création Alain Pennec)
- Dimanche 25 : Kemper en fête, Grand Défilé, Abadenn Veur, Gilles Servat

archives.festival-cornouaille.com/1999/

#### Édition 1998

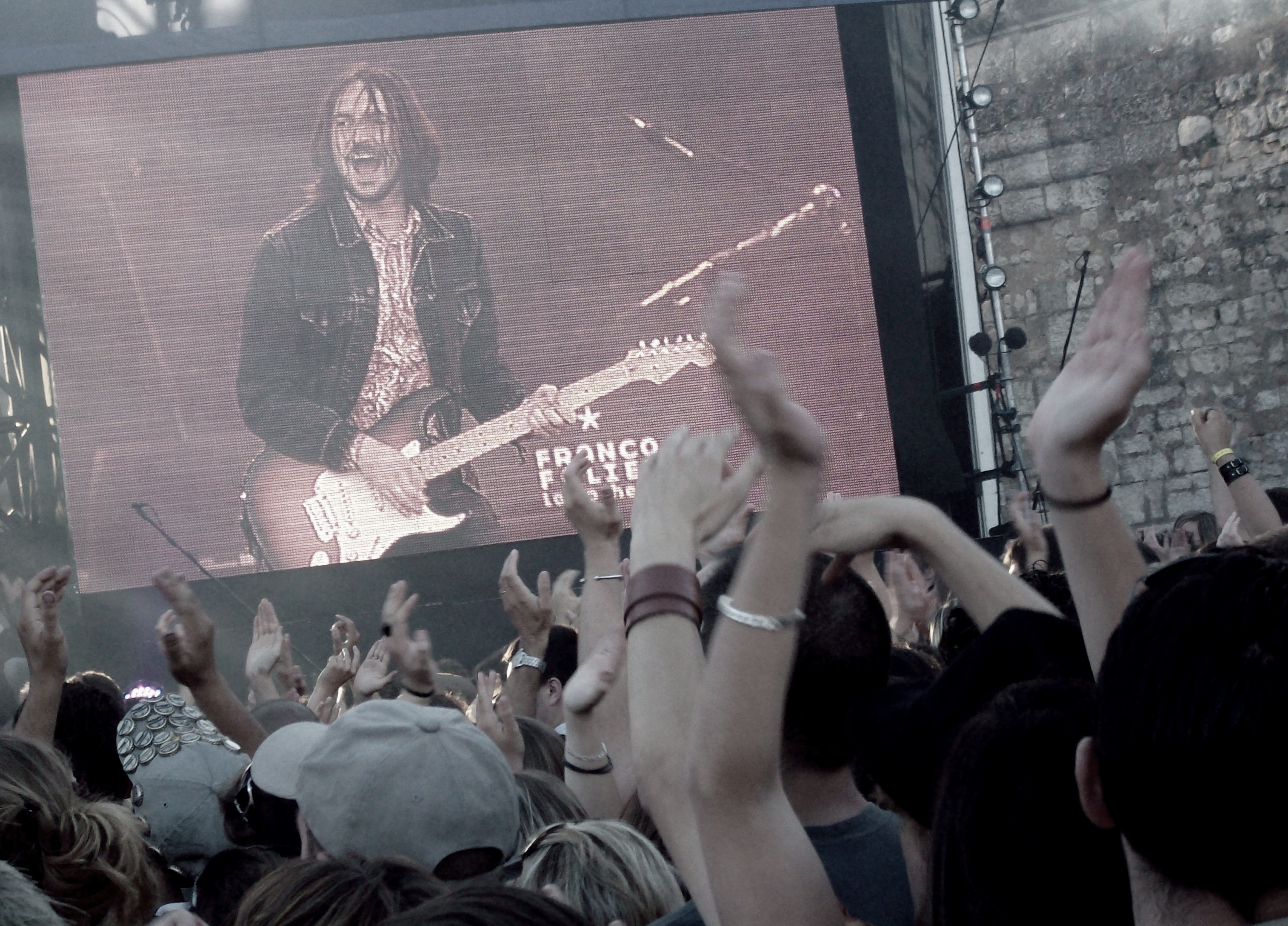
Matmatah

- Lundi 20 : "La Diva aux pieds nus" Cesária Évora, "Avanturio Ar Citoyaïen Jean Conan" de Ar Vro Bagan, "René Madec-le Nabab, Bretagne-Inde" (Pandip)
- Mardi 21 : "Armor Festival" (Didier Squiban, An Tour Tan et invités), "Baleines, baleines" (Alain Le Goff), "La légende de Lairig" (Arnaud Ciapolino et Ceili Quartet)
- Mercredi 22 : "Breizh-Brazil" (André Mouret), "Merhed, chants de femmes", "Banat Bretagne" (Erik Marchand)
- Jeudi 23 : Fest Vraz "20 ans de Keltia Musique", Quintet Clarinettes, "Accordéons" de Yann-Fanch Perroches, "Bretagne-Buenos-Aires"
- Vendredi 24 : Kemper la Fête, Soirée rock celtique avec Black Label Zone et Matmatah
- Samedi 25 : Alan Stivell et invités, Abadenn Veur, "La Bretagne danse"
- Dimanche 26 : Carlos Nuñez, Abaden Veur (2000 participants)

archives.festival-cornouaille.com/1998/

#### Édition 1997

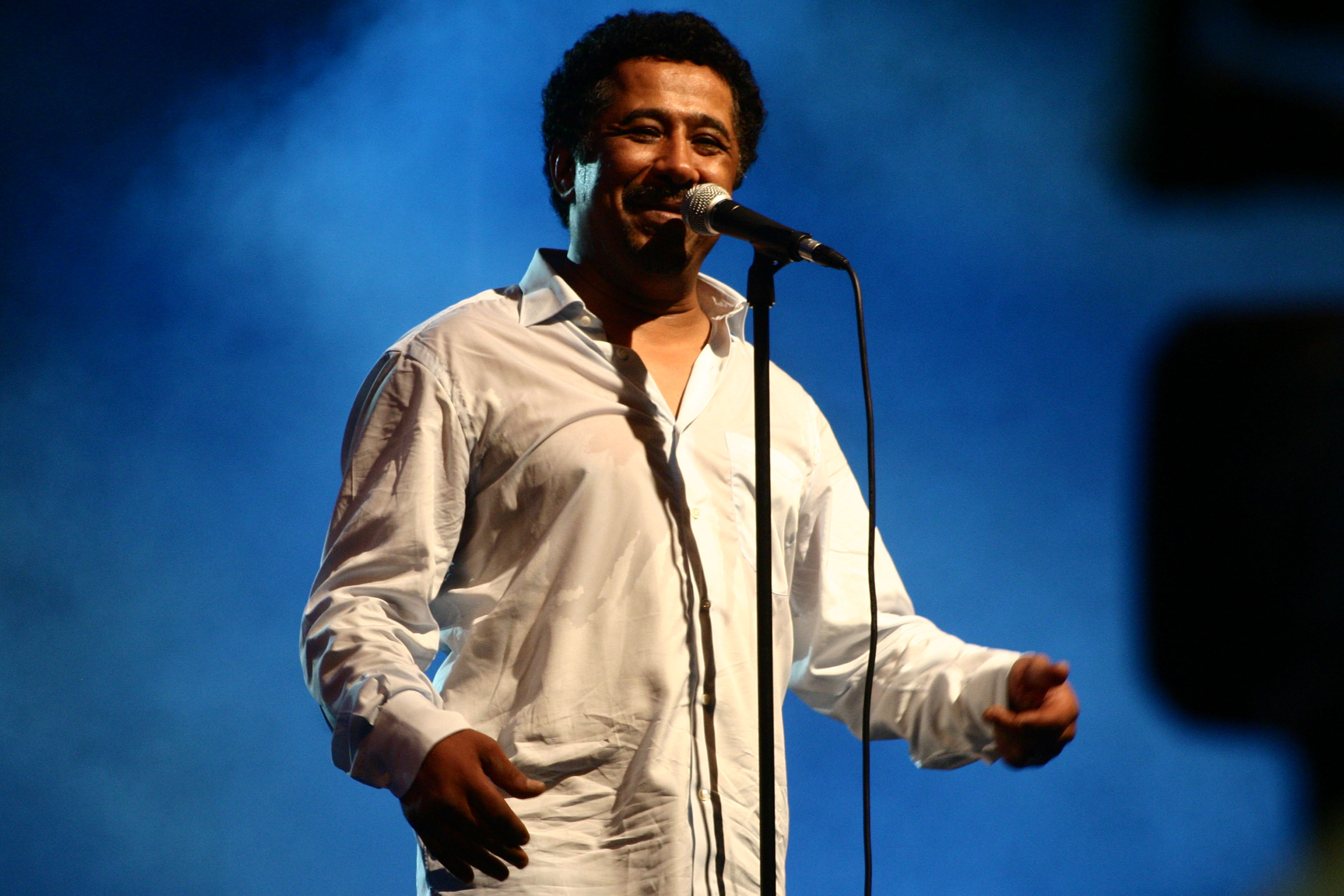
Khaled

- Lundi 21 : "Cantate du Bout du monde, Jeff Le Penven" (Orchestre de Brocéliande, 300 choristes et 50 musiciens), "Breiz Izel" (Roland Becker trio), Ballet national de Bolivie et Bolivia Manta, Kurun
- Mardi 22 : Gildas Scouarnec Quartet, "Le monde des flûtes et flûtistes", "Kalon an Dañs", Penn Golo
- Mercredi 23 : Stockton's Wing, Les Goristes, Kurun
- Jeudi 24 : Tri Yann, "Nuit des flûtes" (Bretagne, Irlande, Afrique), Sonerien Du, Ker o'Zen et Dalc'h Son'j
- Vendredi 25 : Kemper fête des vieux quartiers, fest-noz (Penn Golo, sonneurs et chanteurs)
- Samedi 26 : "Celtie en harmonie", "Juluka" (Johnny Clegg & Sipho Mchunu), Ker O'Zen
- Dimanche 27 : Défilés, Abadenn Veur "La Grande assemblée", Khaled (avec Erwan Ropars sur un morceau)

archives.festival-cornouaille.com/1997/

#### Édition 1996

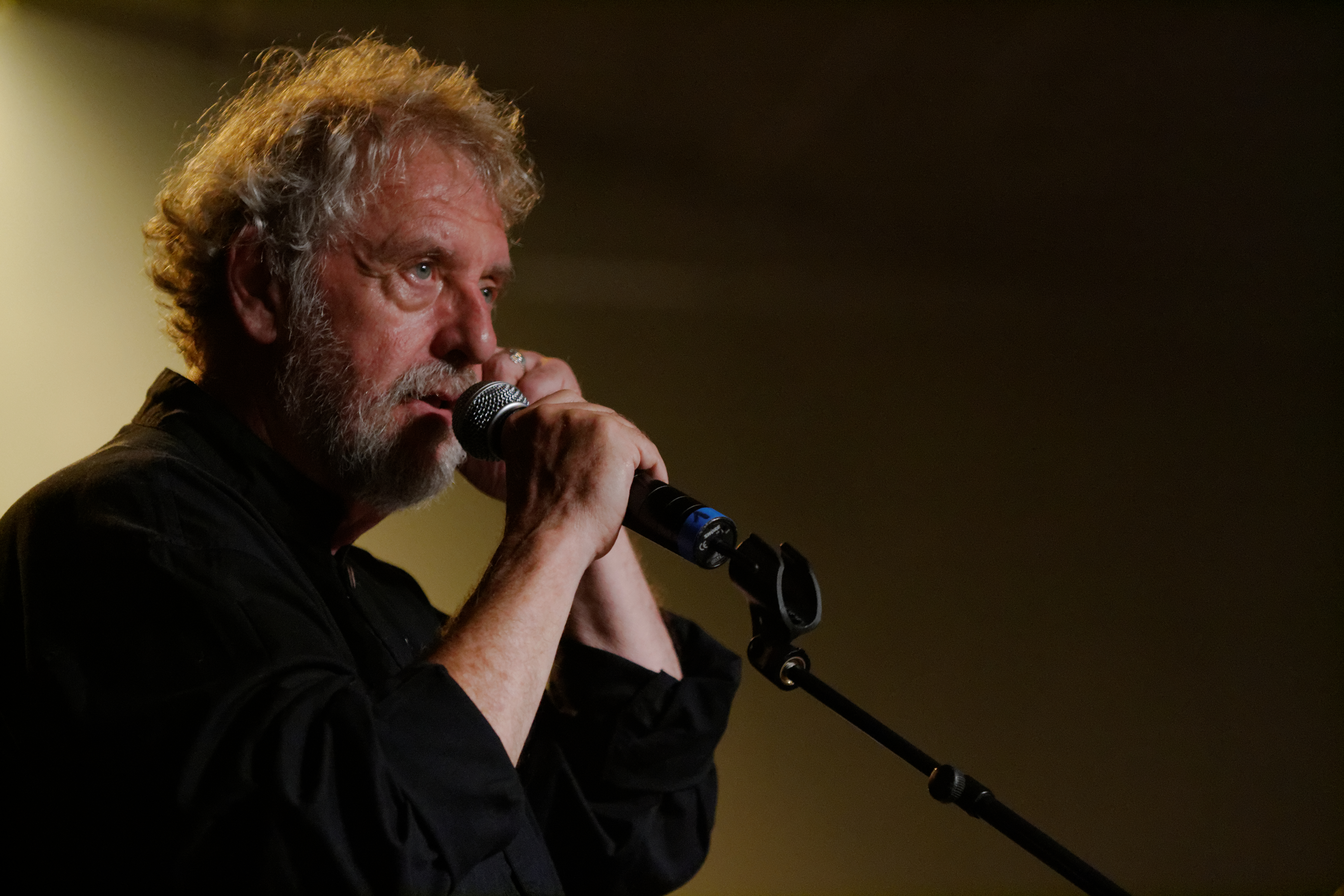
Gilles Servat (photo en 2013)

Tous les jours, « L'imaginaire Irlandais », animations et spectacles le soir avec Altan, La Lugh, Begley & Cooney, Anúna, Davy Spillane…
- Lundi 22 : Planxty O'Rourke, "Chants-Musiques-Dances" (Cercle d'enfants, Chorale Diwan, Skolvan, Eostiged ar Stangala), Eric Ewen, Koun
- Mardi 23 : Irlande-Bretagne avec "La Lugh" (Gerry O'Connor), "Gouel ha daerou" (Skolvan), Michel Tonnerre, Contes-Chants-Musiques ("Récit Barbares" de Patrick Ewen avec Alain Rouquette, Soïg Sibéril, Jean Chevalier, Eric Liouzou), Mérules
- Mercredi 24 : Gilles Servat (avec Ronnie Drew, Rita Connoly et le Bagad Ronsed-Mor), Planxty O'Rourke, Concert Pipe Band de Dublin, Fest noz-Pub
- Jeudi 25 : soirée Irlandaise (Begley and Cooney et Altan), Sonerien Du, Gerard Delahaye, "Bretagne et région de France" (Compagnie des Neuf Tribus)
- Vendredi 26 : Nuit des Vieux Quartiers, fest-noz
- Samedi 27 : "L'imaginaire Irlandais" (Musique-Chants-Dances), Planxty O'Rourke, Cap Nègre-Maria-Cercle de danseurs bretons, fest-noz avec Ker O'Zen et des sonneurs
- Dimanche 28 : Abadenn Veur (2000 participants), défilés, "La Bretagne et l'Irlande", Alan Stivell (avec Kevrenn Brest Sant Mark, Pipe Band St Joseph de Dublin), Fest noz avec Ker O'Zen

archives.festival-cornouaille.com/1996/